# Desert Fireball Network
Desert Fireball Network (DFN) é uma rede de câmeras da Austrália projetada para rastrear meteoroides que entram na atmosfera e ajudar na recuperação de meteoritos. Atualmente o projeto opera 50 câmeras autônomas, espalhadas pela Austrália Ocidental e Meridional, incluindo na planície de Nullarbor e outros desertos dos estados, e o Cinturão de Trigo, cobrindo uma área de 2,5 milhões de km 2. As localizações das estações foram escolhidas para facilitar a busca de meteoritos. A partir de 2018, câmeras implantadas em todo o mundo iniciaram o primeiro observatório global de bolas de fogo em associação com equipes de pesquisa parceiras.
Todos os dias, os observatórios da DFN capturam imagens do céu desde o anoitecer até o amanhecer com exposições de aproximadamente 30 segundos, e a equipe DFN é alertada automaticamente se uma bola de fogo ou meteoro for detectado. Com base nas imagens de longa exposição, trajetórias e órbitas são traçadas de maneira semiautomática, e uma linha de queda é gerada para indicar o paradeiro e a massa de quaisquer meteoritos resultantes no solo.

## Missão
A DFN tem a missão de avançar o entendimento atual da formação e evolução do sistema solar. O sistema conecta a trajetória e órbita de uma bola de fogo até o seu impacto na Terra, e com isso é possível descobrir seu local de origem, como um determinado cinturão de asteróides. Com isso, é possível investigar qual seria o corpo parental do meteorito.
Quando o meteorito é encontrado e coletado, são feitas diversas análises que mostram como eram as condições no corpo original e o que aconteceu com a rocha ao longo de sua vida. Com isso, pode-se construir um mapa detalhado do sistema solar, que mostra a composição variada dos asteróides e outros objetos próximos da Terra. A partir dos dados, pode-se melhorar os modelos de evolução do sistema solar e a pesquisa científica planetária.
O principal objetivo do projeto é encontrar um meteorito cometário. Os cometas são alguns dos materiais mais primitivos do nosso sistema solar e contêm um registro único dos seus primeiros processos de formação. Há evidências crescentes que sugerem que as bolas de fogo cometárias estão caindo na Terra e, portanto, a configuração deste projeto é ideal para observar a queda e coletar amostras, que de outra forma seriam coletadas com um alto custo através de missões de agências espaciais.

## História
Diversas equipes montaram observatórios de bolas de fogo usando os mesmos princípios, como por exemplo, a Prairie Network (EUA) e a Canadian Meteorite Observation and Recovery Network, que foram lideradas principalmente por astrônomos observacionais. No entanto,coletivamente, elas determinaram a órbita de apenas quatro meteoritos.
O interesse por essa abordagem aumentou em 2008, quando uma pesquisa astronômica telescópica do céu detectou um meteoróide em uma trajetória terrestre e identificou com sucesso sua localização na superfície da Terra. Uma conexão entre o tipo de asteróide candidato e o meteorito foi feita com base na composição e órbita do objeto, mas tais observatórios veem apenas uma pequena porção do céu e, portanto, a probabilidade de observar tais eventos regularmente é um tanto baixa.
O projeto começou em 2005, com apenas três câmeras. Em 2007, o DFN entrou em sua fase de testes no deserto de Nullarbor, na Austrália Meridional. Assim que o sistema passou a operar, diversos meteoros passaram a ser observados, e o primeiro meteorito foi encontrado logo no primeiro dia, apenas a 100 m da previsão do local de impacto. Em partes, a razão para o rápido sucesso do DFN está pela sua localização, já que desertos são bem mais favoráveis para a recuperação de meteoritos do que regiões de vegetação densa, como as regiões temperadas do hemisfério norte, que tornam a tarefa quase impossível. Depois de sua fase de testes e a recuperação de outros dois meteoritos, o DFN expandiu para um observatório digital automatizado de bolas de fogo, que atualmente está sendo expandido para outras regiões da Austrália e outros países.

## Ciência do rastreamento de bolas de fogo

### Avanços científicos
Meteoritos são objetos metálicos ou rochosos que caem do espaço na superfície da Terra. Os cientistas acreditam que a maioria dos meteoritos se originam de asteróides dentro do cinturão do nosso sistema solar, mas há uma quantidade crescente de evidências sugerindo que alguns podem vir de cometas. Alguns meteoritos também vêm de corpos planetários maiores, como a Lua e Marte. Os meteoritos normalmente preservam suas histórias desde o momento em que foram adicionados em seu corpo parental, até quando foram ejetados e pousaram na Terra. Por isso, nossa compreensão sobre a formação e evolução de corpos planetários de até 4,56 bilhões de anos  se torna melhor cada vez que um novo meteorito é encontrado.
A queda do meteorito, que é observada usando o observatório DFN, ajuda a informar como um corpo interage com a atmosfera da Terra, como é sua desaceleração, quão brilhante é o meteoro, dependendo de sua composição, e as mudanças na massa enquanto cai devido à ablação.
Um grande número de testes analíticos permite que os cientistas examinem os meteoritos de forma mais complexa. A composição, textura e componentes de um meteorito ajudam a identificar a classe que ele pertence. Ao longo do tempo, as coleções globais de meteoritos foram usadas para identificar grupos de rochas com características semelhantes, que se presume serem originárias do mesmo corpo parental ou da mesma família de corpos. Diferenças sutis dentro desses grupos sugerem variações no corpo parental, como variações composicionais ou texturais, o que implica que ele pode não ser uniforme, talvez assim como à Terra. Os meteoritos de ferro são interpretados como o núcleo de grandes asteróides que podem não existir mais no sistema solar. Eles podem ter sido cercados por uma camada de silicato no corpo original, o que implica que outros meteoritos ricos em silicatos também se originaram do mesmo corpo original, apesar das claras diferenças de composição. Isso significa que se pode aprender sobre os processos que ocorrem nas profundezas dos asteróides com bastante facilidade e que se conhece a composição do núcleo interno da Terra com base nessas rochas.
Meteoritos primitivos contém alguns dos primeiros sólidos formados em nosso sistema solar. Esses materiais foram usados para se calcular sua idade de forma mais precisa (4.568 bilhões de anos). Os meteoritos são chamados de primitivos porque mudaram muito pouco desde sua formação inicial.
O estudo de impactos também se beneficia da queda de meteoritos. A Terra foi atingida por grandes impactos no passado, por exemplo A cratera Chicxulub e os materiais deixados para trás e o efeito no solo melhoram as previsões de modelagem. Os efeitos na Terra também podem ser usados para entender padrões semelhantes que foram observados em outros planetas, criando uma riqueza de compreensão das crateras de impacto em diferentes planetas e corpos planetários.

### Recuperação de meteoritos
O DFN recuperou inúmeros meteoritos dentro da Austrália e ajudou na recuperação de outros fora do país, através de colaborações com a Global Fireball Observatory.
| Nome do meteorito                  | Data de observação da   | País           | Estado, Província ou Região | Classificação      |
| ---------------------------------- | ----------------------- | -------------- | --------------------------- | ------------------ |
| Bunburra Rockhole                  | 21 de julho de 2007     | Austrália      | Austrália Meridional        | Acondrito brechado |
| Mason Gully                        | 13 de abril de 2010     | Austrália      | Austrália Ocidental         | H5                 |
| Creston                            | 24 de outubro de 2015   | Estados Unidos | Califórnia                  | L6                 |
| Murrili                            | 27 de novembro de 2015  | Austrália      | Austrália Meridional        | H5                 |
| Dingle Dell                        | 31 de outubro de 2016   | Austrália      | Austrália Ocidental         | L / LL5            |
| Arpu Kuilpu                        | 1 de junho de 2019      | Austrália      | Austrália Meridional        | H5                 |
| Puli ilkaringuru (nome provisório) | 18 de novembro de 2019  | Austrália      | Austrália Ocidental         | H5                 |
| Madura Cave                        | 19 de junho de 2020     | Austrália      | Austrália Ocidental         | L5                 |
| Winchcombe                         | 28 de fevereiro de 2021 | Reino Unido    | Condado de Gloucester       | CM2                |
| Kybo-Lintos (nome provisório)      | 1 de abril de 2021      | Austrália      | Austrália Ocidental         |                    |
| Taghzout (nome provisório)         | 6 de agosto de 2021     | Marrocos       | Fez-Mequinez                |                    |
| Golden                             | 4 de outubro de 2021    | Canadá         | Colúmbia Britânica          | L / LL5            |

## Hardware da câmera

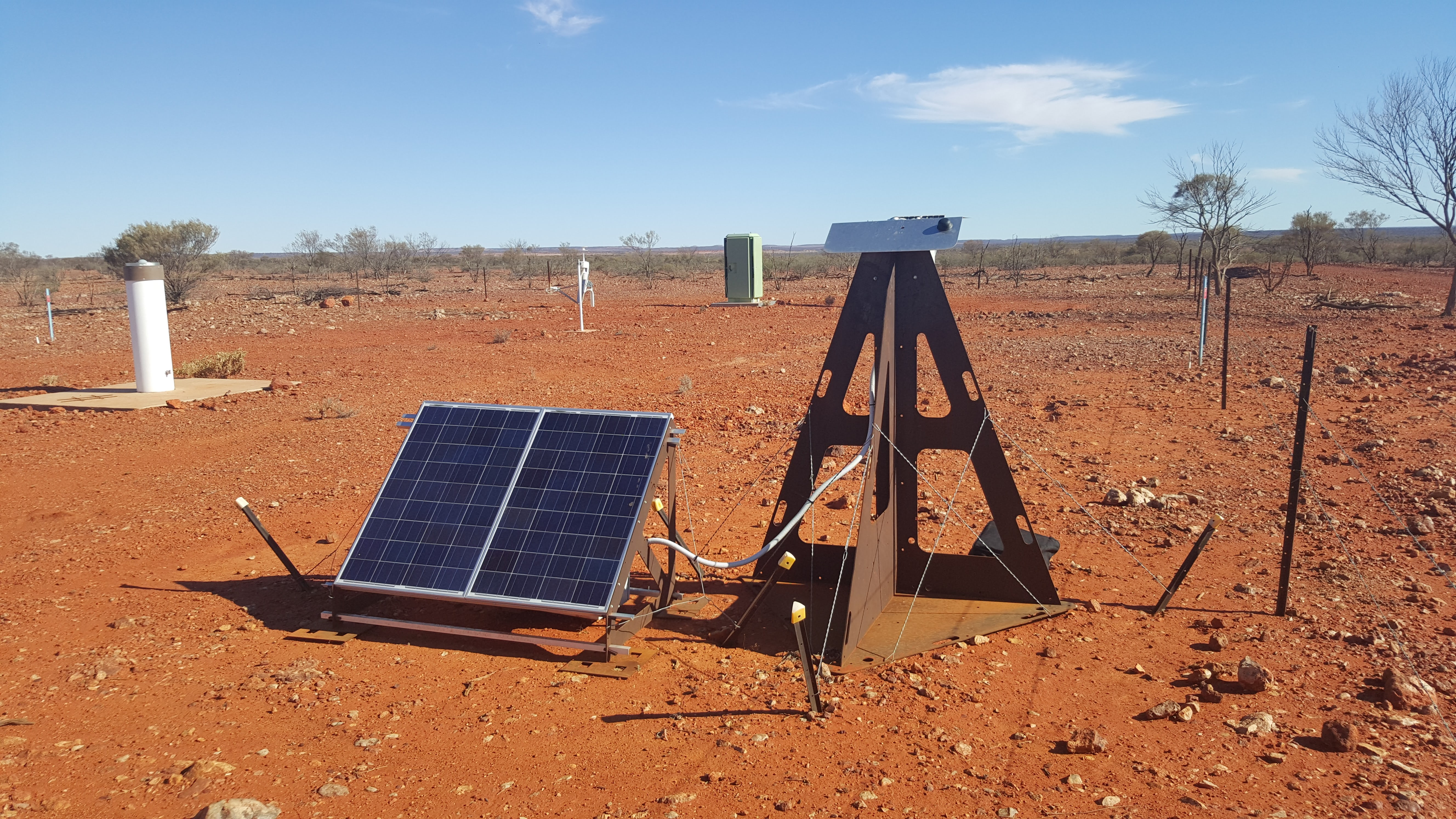
Lambina DFN Station: um típico observatório de bola de fogo do outback (com alguns equipamentos não relacionados ao fundo)

Os observatórios DFN usam câmeras fotográficas (as DSLRs ) com lentes olho de peixe estereográficas de 8 mm, cobrindo quase todo o céu de cada estação. As câmeras são controladas por meio de um PC com Linux integrado usando gPhoto2 e as imagens são arquivadas em várias unidades de disco rígido para armazenamento até que os observatórios sejam visitados para manutenção (a cada 8 a 18 meses, dependendo da capacidade de armazenamento).
Os observatórios tiram uma imagem de longa exposição a cada 30 segundos durante toda a noite. Após a captura, a detecção automatizada de eventos pesquisa as imagens em busca de bolas de fogo e ou outros corpos são confirmados no servidor central usando imagens de várias estações.
Um código de tempo sincronizado GNSS é incorporado nas imagens de longa exposição pela operação de um obturador de cristal líquido para fornecer dados de tempo absoluto para trajetórias de bola de fogo após triangulação com precisão temporal melhor que um milissegundo. O tempo absoluto é usado para o cálculo das órbitas do meteoróide e o tempo relativo também embutido no código de tempo é necessário para a análise da trajetória (especificamente para calcular a massa da desaceleração do meteoróide).

## Processamento de dados

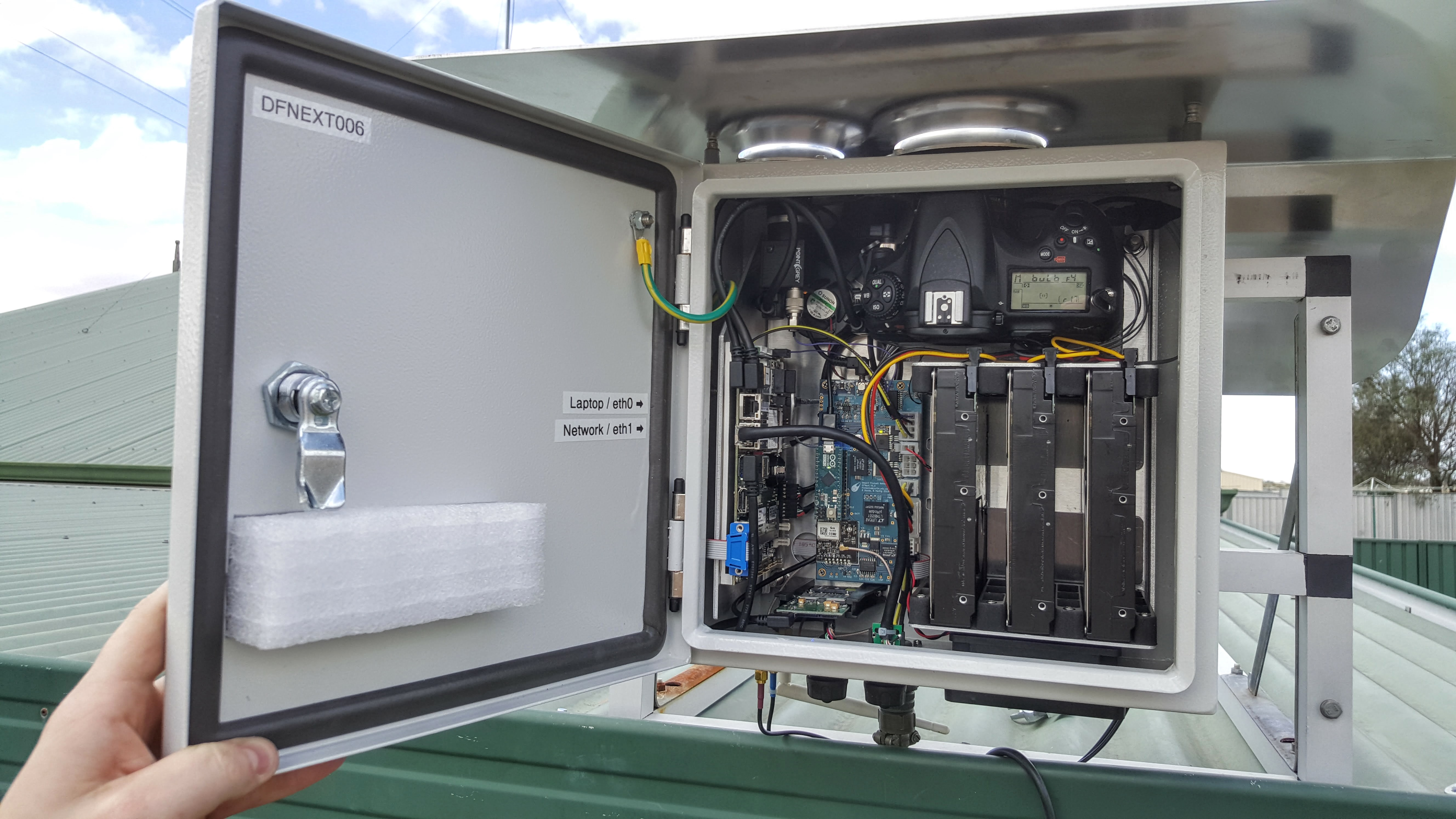
Parte interna da última iteração do projeto do observatório DFN (a partir de agosto de 2017) exibindo câmeras, armazenamento, placa de circuito de gerenciamento de energia e PC embutido.

A taxa de aquisição de dados requer um pipeline digital automatizado para sua redução. As imagens podem ser baixadas remotamente através de uma verificação cruzada das diversas estações por um link sem fio. O software foi criado para facilitar a localização de trajetórias de bolas de fogo em coordenadas de pixel. Elas são convertidas em coordenadas celestes, para um minuto de precisão de arco, usando uma poderosa ferramenta de calibração astrométrica criada para identificar automaticamente as estrelas circundantes e usá-las como um sistema de referência. Os diferentes ângulos de observação são triangulados usando uma abordagem de minimização de mínimos quadrados modificada, que agora inclui ponderações com base na qualidade da imagem para produzir a trajetória observada completa. Um sistema de obturador dentro da lente de cada observatório codifica uma sequência De Bruijn única e não repetitiva em cada bola de fogo. Isso fornece informações precisas e absolutas de tempo para a duração da trajetória de 0,4 ms. O software escrito especificamente usa parâmetros de entrada para determinar as órbitas de cada meteoroide. A fim de determinar se haverá um meteorito em potencial, a estimativa da massa do meteoróide variável é modelada. Uma vez que a ablação termina, os ventos atmosféricos afetam fortemente o caminho de um meteoroide até o solo. Os dados do Global Forecasting System são usados em um modelo de vento atmosférico com uma malha de resolução de 0,008 graus criada exclusivamente em torno da área da bola de fogo. Uma simulação de vôo escuro de Monte Carlo é realizada para determinar uma área de busca provável para massa principal e fragmentos.

### Modelagem meteorológica
A trajetória de voo escuro de um meteoroide é significativamente afetada pelos ventos atmosféricos, especialmente pela corrente de jato. Como resultado, a posição da queda do meteorito pode ser deslocada em até vários quilômetros em comparação com um cenário sem ventos.
A situação meteorológica na área ao redor do final do voo luminoso é modelada numericamente usando a terceira geração do modelo Weather Research and Forecasting (WRF) com o solucionador dinâmico ARW (Advanced Research WRF). O modelo meteorológico é normalmente inicializado usando dados globais de análise troposférica global do modelo operacional de análise troposférica global dos Centros Nacionais de Previsão Ambiental (NCEP) e de Análise Final (FNL). O modelo produz matriz 3D para determinada área e tempo, com resolução horizontal até 1 km. A partir desses dados 3D, são extraídos perfis meteorológicos; os componentes incluem velocidade do vento, direção, pressão, temperatura e umidade relativa em alturas que variam até cerca de 30 km de altitude, na maioria dos casos cobrindo totalmente o vôo escuro.

### Manuseio e arquivamento de um alto volume de dados
O DFN produz centenas de terabytes de dados por ano, que consistem principalmente em imagens de alta resolução do céu. Para atingir seu objetivo principal, a recuperação de meteoritos, apenas uma pequena fração desses dados (imagens contendo bolas de fogo) é necessária e é tratada pelo pipeline de processamento de dados. No entanto, existem muitos outros usos potenciais para os dados nas áreas de Astronomia ou Consciência Situacional Espacial.
Os volumes totais de dados registrados pelas câmeras são muito grandes para serem transferidos remotamente. Os discos rígidos removíveis são, portanto, coletados durante a manutenção regular dos locais do observatório DFN, substituídos por discos rígidos vazios e depois transportados para Perth para serem arquivados em um armazenamento de dados no Pawsey Supercomputing centre. O armazenamento de dados de vários petabytes permite seu estudo conjunto, usando metadados genéricos e personalizados do projeto e compartilhamento de dados com outros grupos de pesquisa.

## Pesquisa de meteoritos
As previsões de queda de meteorito por uma rede de câmeras normalmente produzem uma "linha de queda" - uma linha reta ou curva no solo com alguns quilômetros de extensão - onde se acredita que o meteorito caiu em algum lugar naquele percurso, mas sua localização precisa é desconhecida. A linha é traçada pelo processo de triangulação, do efeito dos ventos atmosféricos durante a queda e do conhecimento da aparente desaceleração visível do meteorito, mas com incertezas vindo da falta de conhecimento de sua densidade, forma e massa precisa.
A teoria de busca de meteoritos deve muito à teoria de busca e resgate, embora um tanto simplificada, pois o meteorito não é um alvo em movimento. A maioria das quedas observadas pelo DFN acontecem no sertão remoto e, portanto, as equipes de busca geralmente consistem de 4 a 6 pessoas, que acampam no local por até duas semanas. Isso significa que a estratégia de busca é focada na eficiência, e não na velocidade: a recuperação de meteoritos no último dia da expedição é tão valiosa cientificamente quanto no primeiro dia, o que contrasta com, por exemplo, busca e resgate de pessoas desaparecidas, onde a velocidade é da essência. As técnicas práticas de busca usadas pela equipe do DFN são adaptadas ao tamanho de queda previsto e à elipse de erro:
- Busca a pé, jusar uma grade de área proporcionada por unidades de GPS para guiar os caminhantes ou usando sinalizadores de pesquisa para marcar áreas, que são úteis para massas previstas menores ou uma elipse de erro menor. Isso permite uma cobertura detalhada da área com maior confiança, mas menos área é pesquisada por unidade de tempo.
- Para áreas maiores, as busacs são feitas usando quadriciclos ou quadriciclos. Isso é mais aplicável para quedas previstas maiores ou boa área livre com boa visibilidade de longa distância.
- A pesquisa atual está focada no uso de drones como uma técnica para melhorar a eficiência.[11]

## Divulgação
Fireballs in the Sky é um premiado programa de divulgação e ciência cidadã que compartilha a história da rede de bolas de fogo do deserto, e envolve pessoas de todas as idades, em todo o mundo. Este programa incentiva as pessoas de todo o planeta a se envolverem na pesquisa, relatando avistamentos de bolas de fogo por meio do aplicativo produzido com a ThoughtWorks. Através da realidade aumentada, uma interface intuitiva e tecnologia de detecção de um aplicativo de smartphone, qualquer pessoa em qualquer lugar do mundo pode recriar sua imagem de bola de fogo para contribuir com dados cientificamente úteis. Atualmente, é o melhor sistema disponível para relatar avistamentos públicos precisos de bolas de fogo no mundo e alimenta diretamente o banco de dados do DFN.

## Parceiros
O projeto DFN funciona dentro da Universidade Curtin em Perth. Juntamente com a NASA, o DFN colabora com o Global Fireball Observatory através do Solar System Exploration Research Virtual Institute (SSERVI). A ciência e a pesquisa técnica do SSERVI concentram-se na conexão entre a exploração planetária e a exploração humana por meio de equipes financiadas pelos EUA e uma grande rede de parceiros internacionais.